# Cri de la chouette
Pour le cri de la chouette, voir Chouette effraie#Cri et Chouette hulotte#Cri.
Cri de la chouette est un roman d’Hervé Bazin publié en 1972. Troisième volume d'une trilogie largement autobiographique, il fait suite à Vipère au poing (1948) et à La Mort du petit cheval (1950).

## Résumé
Jean Rezeau, alias « Brasse-Bouillon » de Vipère au poing, n'a plus de contact depuis quatre ans avec sa mère, la redoutable « Folcoche ». Monique, la première épouse de Jean, est morte il y a longtemps dans un accident de voiture. Jean s'était très vite remarié avec Bertille, la cousine de sa femme, qui avait perdu elle aussi son époux dans le même accident. Jean est désormais le chef d'une famille unie, composée de Salomé, fille de Bertille, Jeannet, fils de Monique et deux enfants du second lit. Folcoche réapparaît après un quart de siècle de silence, cherchant du soutien après avoir été trahie et spoliée par le seul fils qu'elle aimait un peu. Paraissant un peu adoucie, elle est plus ou moins acceptée par les enfants de Jean, intrigués par cette grand-mère dont ils n'ont entendu dire que du mal, et demandent à leur père de faire table rase du passé. Folcoche s'entiche de Salomé, fascinée par cette jeune fille qui ne la craint pas et lui tient tête. En affichant tardivement des sentiments – mais exclusifs – Folcoche sème à nouveau la zizanie, contraignant Jean à la tenir à l'écart afin de préserver sa famille. Elle meurt brutalement, au grand soulagement des siens, incapable d'avoir su se faire aimer.

## Édition
- Cri de la chouette, Grasset, Paris, 1972, BnF ; réédition 1991  (ISBN 2-246-10293-6)